# Quintus Dellius
Quintus Dellius war ein bedeutender römischer Politiker und militärischer Befehlshaber in der zweiten Hälfte des 1. Jahrhunderts v. Chr.

## Leben
Dellius wurde von Marcus Valerius Messalla Corvinus ein „Wechselreiter der Bürgerkriege“ (desultor bellorum civilium) genannt, weil er 43 v. Chr. von Publius Cornelius Dolabella zu Gaius Cassius Longinus überlief, von diesem 42 v. Chr. zu Marcus Antonius und von diesem wiederum rechtzeitig (31 v. Chr.) zu Octavian.
Mehr als zehn Jahre war Dellius ein Vertrauter des Antonius, der ihn vor allem für Diplomatendienste verwendete. So reiste er im Auftrag des Triumvirn 41 v. Chr. nach Alexandria, um Kleopatra VII. wegen der Gelder, die sie angeblich Cassius im römischen Bürgerkrieg (zwischen den Caesarmördern und Caesarianern) gegeben hatte, nach Tarsos in Kilikien vorzuladen, um sich zu verantworten. 40 (oder 39) v. Chr. sandte ihn Antonius nach Judäa, um Herodes dem Großen bei der Vertreibung des Usurpators Antigonos zu helfen. 36 (oder 35) v. Chr. verhandelte er darüber, dass Herodes dem jungen Aristobulos, dem Bruder von Herodes’ Gattin Mariamne I., die Hohepriesterwürde verlieh. Im gleichen Jahr nahm er am Partherfeldzug des Antonius teil, nach dessen Scheitern er 34 v. Chr. den König Artavasdes II. von Armenien überreden sollte, seine vierjährige Tochter mit dem Sohn des Antonius, dem sechsjährigen Alexander Helios, zu vermählen. Wie ernst diese diplomatische Mission gemeint war, ist aber fraglich, da sich der Triumvir bald hinterlistig des Armenierkönigs und seiner Familie bemächtigte.
Dellius machte gerne spöttische Bemerkungen und spielte angeblich auch oft den Mittelsmann für Antonius, um dessen erotische Leidenschaften zu befriedigen. Angeblich konnte ihn Kleopatra daher nicht ausstehen.
Dellius nahm auch am letzten Feldzug des Antonius gegen Octavian teil. Als die Situation für Antonius immer ungünstiger wurde, warb er 31 v. Chr. noch Verstärkungstruppen in Makedonien und Thrakien an, lief aber kurz vor der Schlacht bei Actium zu Octavian über, dem er wichtige Informationen über die gegnerischen Kriegspläne verriet. Als Begründung für seinen letzten Seitenwechsel gab er an, von einem Arzt erfahren zu haben, dass Kleopatra ihn ermorden lassen wolle, weil er während der sich verschlechternden Belagerungsbedingungen vor Actium ironisch geäußert hatte, dass er jetzt sauren Wein trinken müsse, während Octavians Page Sarmentus in Italien sich an besten Weinen laben könne. Beim neuen Alleinherrscher des Römischen Reichs genoss er viel Ansehen. Horaz richtete an ihn eine Ode (2, 3), wie dessen Kommentator Porphyrio betont.
Auch als Geschichtsschreiber betätigte sich Dellius. In seinem Werk beschrieb er den Partherkrieg des Antonius, dessen Augenzeuge er war; daher wurde oft angenommen, dass er die Quelle Plutarchs und Strabons zu deren Darstellungen dieses Feldzugs war.